# Aydın Süleymanlı
Aydın Süleymanlı est un joueur d'échecs azerbaïdjanais né le 22 mars 2005, grand maître international depuis 2021.
Au 1er août 2022, il est le 13e joueur azerbaïdjanais avec un classement Elo de 2 547 points.

## Biographie et carrière
Maître international depuis 2019, il a remporté :
- le championnat d'Europe des moins de huit ans en 2013 ;
- le championnat d'Europe des moins de douze ans en 2017 ;
- le championnat du monde des moins de quatorze ans en 2019 ;
- l'Open Aeroflot en février 2020, à moins de quinze ans, au départage devant Rauf Mamedov, Rinat Jumabaev et Aravindh Chithambaram[2] ;
- le mémorial Niksic en avril 2021 avec 8 points sur 9 devant l'Américain Hans Niemann[3].

Il est grand maître international depuis 2021.